# Seznam izraelských politických stran
Politické strany v Izraeli: Izraelský politický systém je založen na poměrném volebním systému, což umožňuje přítomnost velkého množství politických stran. Přestože existují tři hlavní politické strany, není žádná strana sama o sobě schopna vládnout sama, čímž je přinucena spolupracovat a vytvořit tak koaliční vládu. Tento článek je seznamem politických stran v Izraeli.

## Zvyklosti pojmenování stran
Může být matoucí, že některé politické strany jsou v médiích zmiňovány pod jejich hebrejským názvem, zatímco jiné jsou zmiňovány pod českým. Za touto zdánlivou rozporuplností však existuje jisté pravidlo, podle něhož řadíme názvy stran do tří skupin.

### Strany známé pod českým názvem
Všeobecně jsou izraelské politické strany známy pod jejich českým názvem za situace, že strana má ekvivalentní politický subjekt na jiné než izraelské politické scéně. To je příklad Strany práce (anglicky Labour Party), která má protějšek v britské Labour Party či v české Sociální demokracii. Mezi další strany známé pod jejich českým názvem je Národní jednota, Židovská národní fronta a Zelení.
Název strany je všeobecně také překládán, když je z něj patrný původ strany. Mezi takovýto typ strany patří Sjednocená arabská kandidátka, Národní náboženská strana nebo Sjednocený judaismus Tóry.

### Strany známé pod hebrejským názvem
Izraelské politické strany, které nemají svůj ekvivalent v zahraniční politické scéně jsou obvykle známy pod svým hebrejským názvem. Mezi tyto strany patří: Kadima („Vpřed“), Likud („Jednota“), Merec-Jachad („Energie“) a Jisra'el bejtenu („Izrael náš domov“).

### Strany známé pod hebrejskou/arabskou zkratkou
V Izraeli je pro politické strany běžné, že jsou známy pod zkratkou svého názvu. To je způsobeno zejména schopností hebrejštiny a arabštiny pro utváření zkratek, která je daná absencí samohlásek ve psaném formě. Například hebrejské slovo degel (vlajka) se píše dgl (דגל‎) a při vyslovení se použijí nepsané samohlásky. Takže zatímco Skotská národní strana (anglicky Scottish National Party) je známá pod anglickou zkratkou SNP, izraelská Demokratická fronta pro mír a rovnost (ha-Chazit ha-demokratit le-šalom) je známa jako Chadaš.
Při psané formě názvu strany se spíše než překladu názvu používá zkratka doplněná o samohlásky. Mezi současné strany, které jsou známy pod jejich zkratkou patří: Balad, Gil, Chec, Mejmad a Šas. Mezi historické politické strany, jejich název vznikl tímto způsobem se řadí Mapaj, Mapam, Maki, Gachal, Mizrachi a Rafi.

### Výjimky
Jako u každého pravidla, i zde existují výjimky. Šinuj („Změna“, anglicky Reform) je známa pod svým hebrejským názvem, navzdory tomu, že reformní strany (anglicky reform parties) jsou známy po celém světě.

## Současné politické strany
Strany kandidující ve volbách v roce 2009 do 18. Knesetu:
| strany                                       | strany                                        | písmeno na hlasovacím lístku | hlasy    | %       | mandátů | +/–        |
| -------------------------------------------- | --------------------------------------------- | ---------------------------- | -------- | ------- | ------- | ---------- |
|                                              | Kadima                                        | כן                           | 758 032  | 22,47 % | 28      | −1         |
|                                              | Likud                                         | מחל                          | 729 054  | 21,61 % | 27      | +15        |
|                                              | Jisra'el bejtenu                              | ל                            | 394 577  | 11,70 % | 15      | +4         |
|                                              | Strana práce                                  | אמת                          | 334 900  | 9,93 %  | 13      | –6         |
|                                              | Šas                                           | שס                           | 286 300  | 8,49 %  | 11      | –1         |
|                                              | Sjednocený judaismus Tóry                     | ג                            | 147 954  | 4,39 %  | 5       | –1         |
|                                              | Jednotná arabská kandidátka–Ta'al             | עם                           | 113 954  | 3,38 %  | 4       | —          |
|                                              | Národní jednota                               | ט                            | 112 570  | 3,34 %  | 4       | [ pozn 1 ] |
|                                              | Chadaš                                        | ו                            | 112 130  | 3,32 %  | 4       | +1         |
|                                              | Nové hnutí-Merec                              | מרצ                          | 99 611   | 2,95 %  | 3       | –2         |
|                                              | Židovský domov                                | ב                            | 96 765   | 2,87 %  | 3       | [ pozn 2 ] |
|                                              | Balad                                         | ד                            | 83 739   | 2,48 %  | 3       | —          |
|                                              | Hnutí zelených–Mejmad                         | ה                            | 27 737   | 0,82 %  | —       | —          |
|                                              | Gil                                           | זך                           | 17 571   | 0,52 %  | —       | –7         |
|                                              | Ale jarok                                     | קנ                           | 13 132   | 0,39 %  | —       | —          |
|                                              | Zelení                                        | רק                           | 12 378   | 0,37 %  | —       | —          |
|                                              | Jisra'el chazaka                              | חי                           | 6 722    | 0,20 %  | —       | —          |
|                                              | Cabar                                         | צי                           | 4 752    | 0,14 %  | —       | —          |
|                                              | Koach lehašpi'a                               | פ                            | 3 696    | 0,11 %  | —       | —          |
|                                              | Organizace za demokratickou akci              | ק                            | 2 645    | 0,08 %  | —       | —          |
|                                              | Jisra'el ha-mitchadešet                       | נ                            | 2 572    | 0,08 %  | —       | —          |
|                                              | Přeživší holocaust a bývalí členové Ale jarok | יק                           | 2 346    | 0,07 %  | —       | —          |
|                                              | Leader                                        | קץ                           | 1 887    | 0,06 %  | —       | —          |
|                                              | Comet                                         | ץ                            | 1 520    | 0,05 %  | —       | —          |
|                                              | Koach ha-kesef                                | קפ                           | 1 008    | 0,03 %  | —       | —          |
|                                              | Man's Rights in the Family Party              | פק                           | 921      | 0,03 %  | —       | —          |
|                                              | ha-Jisra'elim                                 | ים                           | 856      | 0,03 %  | —       | —          |
|                                              | Or                                            | אר                           | 815      | 0,02 %  | —       | —          |
|                                              | Achrajut                                      | נפ                           | 802      | 0,02 %  | —       | —          |
|                                              | Brit olam                                     | פי                           | 678      | 0,02 %  | —       | —          |
|                                              | Lev la-olim                                   | ינ                           | 632      | 0,02 %  | —       | —          |
|                                              | Lazuz                                         | נץ                           | 623      | 0,02 %  | —       | —          |
|                                              | Lechem                                        | נר                           | 611      | 0,02 %  | —       | —          |
| Platných hlasovacích lístků                  | Platných hlasovacích lístků                   | 3 373 490                    | 98,74 %  |         |         |            |
| Neplatných nebo prázdných hlasovacích lístků | Neplatných nebo prázdných hlasovacích lístků  | 43 097                       | 1,26 %   |         |         |            |
| Celkem                                       | Celkem                                        | 3 416 587                    | 100,00 % | 120     | —       |            |
| Volební účast                                | Volební účast                                 | %                            | %        |         |         |            |
| Zdroj: Knesset Board of Elections            |                                               |                              |          |         |         |            |